# 張聰賢
张聪贤（？—1831年），字序侯，号爱涛，安徽桐城人。清朝官员。

## 生平
张聪贤家族为桐城张氏，自六世祖张英起，其家族翰林、进士、举人辈出。其五世祖张廷璐为张英第三子，曾祖父张若震为雍正元年（1723年）举人。
聪贤自幼聪颖，勤奋读书，嘉庆六年（1801年）乡试中举，嘉庆十年（1805年）考中乙丑科二甲第四名进士，选翰林院庶吉士，散馆授甘泉知县，后调长安知县，升直隶州同知。道光初年，补潼关厅同知。曾修《长安县志》30卷。道光十一年（1831年）卒于官。入祀長安縣名宦祠。